# V Liga Gallega de Fútbol Americano
La IV Liga Gallega de Fútbol Americano è stata la 4ª edizione del campionato di football americano, organizzato dalla AGFA.

## Squadre partecipanti
| Club                  | Città                  | Stadio | Sponsor ufficiale | Risultato nella stagione 2015 |
| --------------------- | ---------------------- | ------ | ----------------- | ----------------------------- |
| Santiago Black Ravens | Santiago di Compostela |        |                   |                               |
| Cazuza Towers         | La Coruña              |        |                   |                               |
| Vigo Guardians        | Vigo                   |        |                   |                               |

## Stagione regolare

### Calendario

#### 1ª giornata
| Cambre 13 novembre 2016 | Cazuza Towers | 8 – 18 | Santiago Black Ravens |  |

#### 2ª giornata
| Santiago di Compostela 20 novembre 2016 | Santiago Black Ravens | 52 – 7 | Vigo Guardians |  |

#### 3ª giornata
| Vigo 4 dicembre 2016 | Vigo Guardians | 0 – 72 | Cazuza Towers |  |

#### 4ª giornata
| Santiago di Compostela 18 dicembre 2016 | Santiago Black Ravens | 29 – 14 | Cazuza Towers |  |

#### 5ª giornata
| Vigo 8 gennaio 2017 | Vigo Guardians | 14 – 53 | Santiago Black Ravens |  |

#### 6ª giornata
| Cambre 22 gennaio 2017 | Cazuza Towers | 56 – 0 | Vigo Guardians |  |

#### 7ª giornata
| Santiago di Compostela 5 febbraio 2017 | Santiago Black Ravens | 37 – 12 | Vigo Guardians |  |

#### 8ª giornata
| Vigo 19 febbraio 2017 | Vigo Guardians | 19 – 42 | Cazuza Towers |  |

#### 9ª giornata
| Santiago di Compostela 25-26 febbraio 2017 | Santiago Black Ravens | 46 – 0 | Cazuza Towers |  |

### Classifica
La classifica della regular season è la seguente:
- PCT = percentuale di vittorie, G = partite giocate, V = partite vinte,  P = partite perse, PF = punti fatti, PS = punti subiti

| Pos. | Squadra               | PCT  | G | V | N | P | PF  | PS  |
| ---- | --------------------- | ---- | - | - | - | - | --- | --- |
| 1    | Santiago Black Ravens | .833 | 6 | 5 | 0 | 1 | 189 | 101 |
| 2    | Cazuza Towers         | .667 | 6 | 4 | 0 | 2 | 238 | 66  |
| 3    | Vigo Guardians        | .000 | 6 | 0 | 0 | 6 | 52  | 312 |

## Verdetti
- Santiago Black Ravens Campioni della LGFA